# Pierre Oriola
Pierre David Oriola Garriga (Tárrega, Lérida, 25 de septiembre de 1992) es un baloncestista español. Pertenece a la plantilla del Fuerza Regia de Monterrey de la Liga Nacional de Baloncesto Profesional de México ocupando la posición de ala-pívot. Es internacional absoluto con España desde 2017, con la que se ha proclamado entre otros éxitos, campeón mundial en 2019.

## Trayectoria
Se forma en el CN Tárrega de su ciudad natal, y luego ficharía por las categorías inferiores del Lleida Bàsquet.
En la temporada 2009-2010 con 16 años ficha por la cantera del Bàsquet Manresa, debutando en esa misma temporada en el primer equipo. Jugó 6 segundos en su partido de debut en la  ACB en un partido que enfrentaba al Bàsquet Manresa y al Joventut de Badalona. El año siguiente juega 19 partidos con el primer equipo manresano, en los que juega 6 minutos por partido, y anota solo un punto por partido. La temporada 2011-12 sigue jugando, aunque con escaso protagonismo en el Bàsquet Manresa.
En busca de minutos, juega en el Força Lleida la temporada 2012-13 y  el Club Baloncesto Peñas Huesca la 2013-14, realizando grandes temporadas, en los que promedió 8.1 puntos y 4,7 rebotes en 26 partidos en Lleida y 15 puntos y 6,4 rebotes en Huesca.
Después de estas dos grandes temporadas vuelve a la Liga ACB fichando por el CB Sevilla, promediando 7 puntos y 4 robotes durante la temporada 2014-15 y 8,5 puntos y 3,5 rebotes en 19 minutos de media en su segunda temporada en el equipo sevillano.
En verano de 2016 ficha por el Valencia Basket, en una temporada en los que promedia 8 puntos y 3 rebotes por partido, juega tres finales, la Copa del Rey, la Eurocup y la Liga ACB, ganando la liga, en cuya final el equipo valenciano se impuso en la gran final al  Real Madrid por 3 a 1.
En julio de 2017 se anunció su fichaje por el Barcelona por cuatro temporadas, después de que el equipo azulgrana, abonara el millón de euros de cláusula de rescisión al Valencia Basket.
Tras no entrar en los planes del Barcelona para la temporada 2022-23, el 15 de octubre de 2022 fichó por el Bàsquet Girona, equipo recién ascendido a la Liga Endesa. El 12 de febrero de 2023 el jugador y el club llegaron a un acuerdo para la rescisión de su contrato.
El 18 de febrero de 2023 firmó contrato con el AEK Atenas de la A1 Ethniki griega. En ocho partidos de liga doméstica promedió 5,7 puntos, 4,8 rebotes y 1,2 asistencias, jugando unos 20 minutos por partido.
El 23 de agosto de 2023, firma un contrato temporal con Bàsquet Club Andorra de la Liga Endesa para realizar la pretemporada y cubrir la marcha de Felipe Dos Anjos en el Mundial. 
El 13 de octubre de 2023, firma hasta el final de temporada por el Bàsquet Manresa de la Liga Endesa.
El 26 de julio de 2024, firma por el Força Lleida Club Esportiu de la Liga Endesa.
El 16 de agosto de 2025 fichó por el Fuerza Regia de Monterrey de la Liga Nacional de Baloncesto Profesional de México.

### Selección nacional
Con la selección júnior de España, fue bronce en el EuroBasket Sub-20 de 2012 celebrado Eslovenia.
Oriola debutó como internacional absoluto el 23 de julio de 2017, al formar parte de la convocatoria para el Campeonato Europeo de 2017, en el que España logró la medalla de bronce.
En la Copa Mundial de 2019 disputada en China, su segunda fase final disputada con la selección, se proclamó campeón del mundo.

## Palmarés

### Selección Española
Absoluta
- Campeonato Europeo de 2017 en Turquía.
- Campeonato Mundial de 2019 en China.

Júnior
- Campeonato Europeo Sub-20 de 2012 en Eslovenia.

### Valencia Basket
- Liga ACB (1): 2017.

### F. C. Barcelona
- Liga ACB (1): 2021
- Copa del Rey (4): 2018, 2019, 2021 y 2022